# Jennifer Doudna
Jennifer Anne Doudna (Washington, 19 febbraio 1964) è una chimica statunitense, professoressa di Chimica Molecolare presso il Dipartimento di Chimica e Ingegneria Chimica dell'Università della California a Berkeley.
È nota per la sua scoperta, con la microbiologa francese Emmanuelle Charpentier, di un sistema di difesa dei batteri conosciuto come CRISPR-Cas9, alla base di un potente strumento di editing genomico. Nel 2020 ha ricevuto insieme a Emmanuelle Charpentier il Premio Nobel per la chimica "per lo sviluppo di un metodo per la modifica del genoma".

## Biografia
Nasce nel febbraio 1964 a Washington, DC, figlia di Dorothy Jane (Williams) e Martin Kirk Doudna. Suo padre ha conseguito il dottorato di ricerca in letteratura inglese presso l'Università del Michigan e sua madre un diploma in educazione.  All'età di 7 anni la famiglia si trasferisce alle Hawaii, dove il padre insegna letteratura americana presso l'Università delle Hawaii, a Hilo. La madre ha conseguito un altro diploma in storia asiatica e insegna storia in un college della comunità locale. Cresciuta a Hilo, Doudna era affascinata dalla bellezza ambientale dell'isola e dalla sua flora e fauna. Ha anche sviluppato il suo interesse per la scienza e la matematica a scuola.
Mentre frequentava la Hilo High School, l'interesse di Doudna per la scienza è stato nutrito dalla sua insegnante di chimica, la signora Jeanette Wong, che lei ha regolarmente citato come un'influenza significativa nell'accendere la sua nascente curiosità scientifica. Ha trascorso un'estate lavorando all'Università delle Hawaii presso il laboratorio Hilo del noto micologo Don Hemmes e si è diplomata alla Hilo High School nel 1981.
Si è laureata in biochimica al Pomona College di Claremont, in California, nel 1985. La sua tesi di dottorato in biochimica e farmacologia molecolare, incentrata sullo studio dei ribozimi, è condotta presso l'Università di Harvard sotto la direzione di Jack W. Szostak. Con una borsa post-dottorato, ha proseguito negli studi con Thomas Cech presso l'Università del Colorado a Boulder dove ha lavorato con Thomas Cech.

## Carriera

Jennifer Doudna al Innovative Genomics Institute

### Ricerca sulla struttura e funzione del ribozima
All'inizio della sua carriera scientifica, Doudna ha lavorato per scoprire la struttura e la funzione biologica degli enzimi RNA o ribozimi. Mentre si trovava nel laboratorio Szostak, Doudna ha riprogettato l'introne catalitico Tetrahymena Group I auto-giunto in un vero ribozima catalitico che copiava i modelli di RNA. Il suo focus era sull'ingegneria dei ribozimi e sulla comprensione dei loro meccanismi sottostanti; tuttavia, si è resa conto che era un grosso problema il non essere in grado di vedere i meccanismi molecolari dei ribozimi. Allora è andata al laboratorio di Thomas Cech presso l'Università del Colorado Boulder per determinare per la prima volta la struttura tridimensionale di un ribozima, giungendo alla conclusione che la struttura del ribozima avrebbe potuto essere confrontata con quella degli enzimi, le proteine catalitiche. Ha iniziato questo progetto presso il laboratorio Cech nel 1991 e lo ha terminato all'Università di Yale nel 1996. Doudna è entrata a far parte del Dipartimento di biofisica molecolare e biochimica di Yale come assistente professore nel 1994.

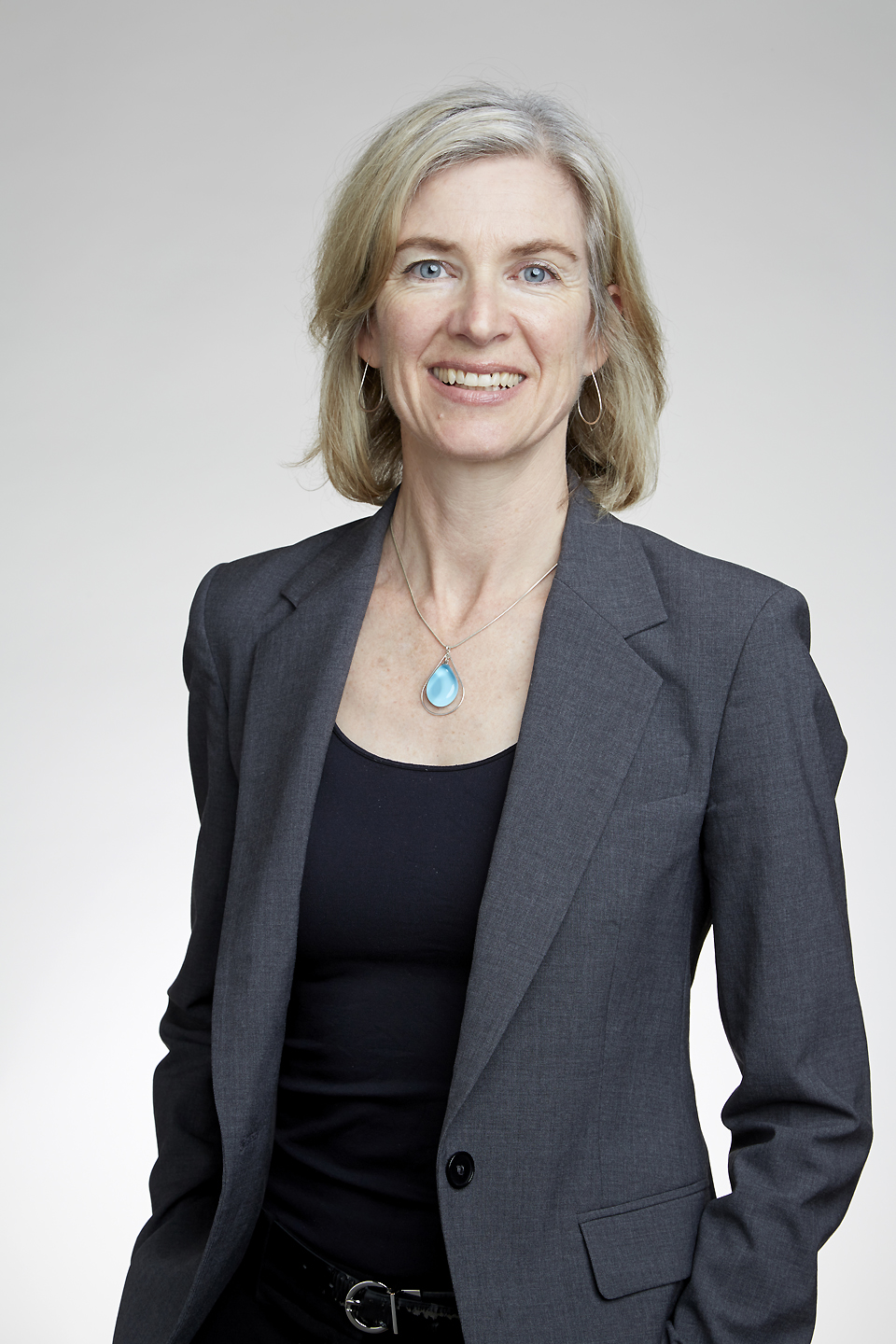
Jennifer Doudna all'ammissione della Royal Society nel 2016

A Yale, il gruppo di Doudna è stato in grado di cristallizzare e risolvere la struttura tridimensionale del nucleo catalitico del ribozima Tetrahymena Group I. Hanno mostrato che un nucleo di cinque ioni di magnesio si raggruppava in una regione del dominio P4-P6 del ribozima, formando un nucleo idrofobo attorno al quale il resto della struttura poteva ripiegarsi. Questo è analogo, ma chimicamente distinto, dal modo in cui le proteine hanno tipicamente un nucleo di amminoacidi idrofobici. Il suo gruppo ha cristallizzato altri ribozimi, incluso il ribozima del virus dell'epatite Delta. Questo lavoro iniziale per risolvere grandi strutture di RNA ha portato a ulteriori studi strutturali su un sito di ingresso del ribosoma interno (IRES) e complessi proteina-RNA come la particella di riconoscimento del segnale. 
Doudna è stata promossa al ruolo di Henry Ford II, Professore di Biofisica Molecolare e Biochimica a Yale, nel 2000. Nel 2000-2001, è stata Robert Burns Woodward Visiting Professor of Chemistry presso l'Università di Harvard. 
Nel 2020 le viene assegnato il Premio Nobel per la chimica.